# Uta, Sardinien
Uta är en ort och kommun i storstadsregion Cagliari, innan 2016 provinsen Cagliari, i regionen Sardinien i Italien. Kommunen hade 8 696 invånare (2017).